# Moringa cętkowana
Moringa cętkowana (Gymnothorax moringa) – gatunek morskiej ryby węgorzokształtnej z rodziny murenowatych (Muraenidae). Poławiany lokalnie w celach konsumpcyjnych i dla potrzeb akwarystyki, potencjalnie niebezpieczny dla człowieka.

## Rozmieszczenie i środowisko
Zasięg występowania tego gatunku obejmuje międzyzwrotnikową strefę Oceanu Atlantyckiego. Moringa cętkowana zasiedla wody przybrzeżne do głębokości ok. 50 m, maksymalnie do 200 m p.p.m. Jest szeroko rozprzestrzeniona, występuje pospolicie, a w środkowej części zachodniego Atlantyku dość licznie.

## Cechy charakterystyczne
Średniej wielkości murena o ciele ozdobionym drobnymi, okrągłymi, bardzo licznymi plamkami w kolorze brązowoczerwonym do fioletowoczarnych, na białym lub jasnożółtym tle. Układ plam i kolorów różni się u poszczególnych osobników. Dorosłe moringi mają czarniawą krawędź przedniej części płetwy grzbietowej; jej środkowa i tylna część jest biaława lub przezroczysta. Młode osobniki są ubarwione jednolicie, szarordzawo, bez plamek.
Dorosłe moringi osiągają przeciętnie długość około 60 cm. Maksymalna odnotowana długość ciała przedstawicieli tego gatunku wynosi 200 cm, a maksymalna masa 2,5 kg.

## Biologia i ekologia
Moringa cętkowana bytuje w strefie przydennej wśród skał, rozpadlin skalnych, na obszarach trawiastych i wśród raf koralowych, zazwyczaj widywana z głową wystającą z dziury i resztą ciała ukrytą, rzadziej spotykana  w zmąconej wodzie zatok i portów. Prowadzi samotniczy tryb życia. Początkowo uznawana była za gatunek żerujący w nocy, a w dzień ukrywający się, ale jest aktywna również za dnia. Widywana w pobliżu innych drapieżnych ryb, w tym murenowatych, z którymi wykazują wzajemną tolerancję. Moringa cętkowana żywi się głównie rybami i skorupiakami, zwłaszcza małymi krabami oraz ośmiornicami. Znane są przypadki kanibalizmu.
Zaobserwowano, że jest niezwykle agresywna w stosunku do człowieka. Ukąszenie moringi cętkowanej jest bardzo niebezpieczne.

## Systematyka
Gatunek opisany naukowo przez Georgesa Cuviera w 1829, z Antyli, pod nazwą Muraena moringa.

## Status i zagrożenia

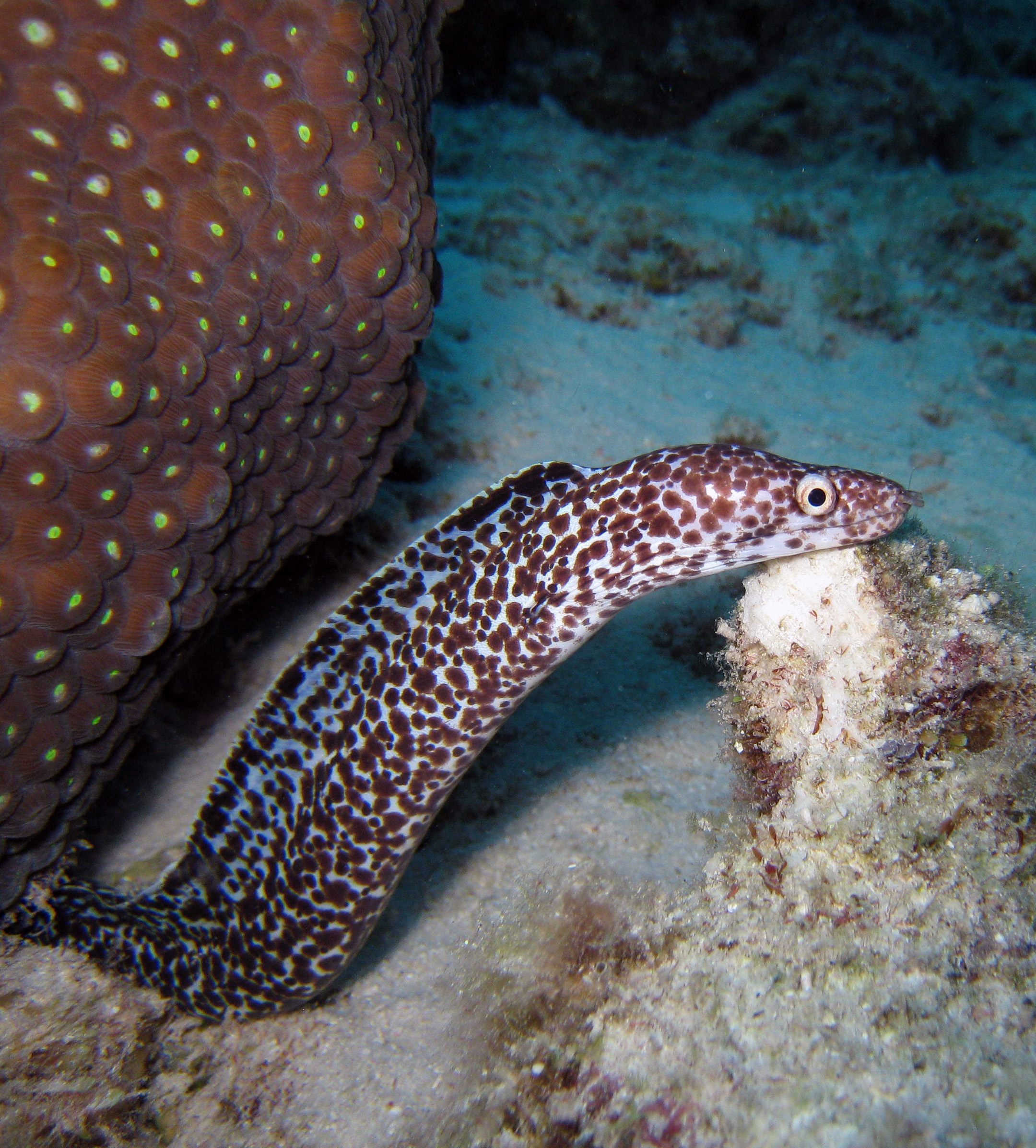

Według stanu z  2018 gatunek ten figuruje w Czerwonej księdze gatunków zagrożonych Międzynarodowej Unii Ochrony Przyrody (IUCN) w kategorii najmniejszej troski (LC). Nie odnotowano istotnych zagrożeń.

## Znaczenie gospodarcze
Uważana za gatunek trudny do złowienia. Pomimo tego jest dość często spotykana na rynkach Ameryki Środkowej. Łowiona przez lokalną ludność za pomocą ościeni, harpunków i pułapek dennych, rzadko spotykana we włokowych przyłowach dennych. Ma jadalne,  smaczne mięso, ale przed spożyciem powinno być ono starannie wymyte i odkrwawione, gdyż osocze krwi oraz śluz skóry mają  właściwości toksyczne. Moringa cętkowana wymieniana jest wśród gatunków, których ciała mogą zawierać niebezpieczne dla ludzi stężenia ciguatoksyny.
W Brazylii mięso moringi cętkowanej jest sprzedawane w postaci świeżej lub solonej, a żywe bywają sprzedawane jako ryby akwariowe.